# Іна (Бурятія)
Іна (рос. Ина) — селище Баргузинського району, Бурятії Росії. Входить до складу Сільського поселення Баргузинське.
Населення — 282 особи (2015 рік).